# Wormeldange-Haut
Pour l’article homonyme, voir Wormeldange.
Wormeldange-Haut (luxembourgeois: Uewerwuermeldeng, allemand: Oberwormeldingen) est un village du Luxembourg, section de Wormeldange, situé dans la commune du même nom dans le canton de Grevenmacher.